# 厚叶苞芽报春
厚叶苞芽报春（学名：Primula laciniata var. amoena）为报春花科报春花属下的一个变种。

## 扩展阅读
- 維基物種上的相關：厚叶苞芽报春